# Tymon Tymański
Ryszard Tymon Tymański (ur. jako Ryszard Waldemar Tymański 30 września 1968 w Gdańsku) – polski wokalista, kompozytor, multiinstrumentalista, pisarz, tekściarz, osobowość medialna, felietonista, dziennikarz radiowy, aktor i filmowiec związany z trójmiejską sceną jazzową i alternatywną. Twórca pojęcia yass. Założyciel i lider licznych zespołów takich, jak Miłość, Kury, Czan, Trupy, Masło, The Users, Tymański Yass Ensemble czy Tymon & The Transistors. Właściciel wytwórni Biodro Records.
Laureat Orła, nominowany do Nike i trzykrotnie do Fryderyka. Zdobywca Fryderyka w kategorii „Album roku muzyka alternatywna” z zespołami Kury (1998) i Tymon & The Transistors (2010). Laureat Paszportu Polityki (2001).
Współpracował z wykonawcami, takimi jak Lester Bowie, John Zorn, Dave Douglas, Lech Janerka, Robert Brylewski, Antoni Gralak, Aleksander Korecki, Włodzimierz Kiniorski, Mikołaj Trzaska, Leszek Możdżer, Jacek Olter, Tomasz Gwinciński, Jerzy Mazzoll, Wojtek Mazolewski, Tomasz Ziętek czy Kuba Staruszkiewicz.

## Rodzina i edukacja
Urodził się jako Ryszard Waldemar Tymański 30 września 1968 w Gdańsku w rodzinie nauczycielskiej Stanisława (1934–2017) oraz Genowefy z domu Koronkiewcz. Dorastał na osiedlu nauczycielskim we Wrzeszczu ze starszym bratem Romanem (ur. 1959), z którym fascynował się rockiem przełomu lat 60. XX w. i 70. XX w. (m.in. grupami The Beatles, The Rolling Stones, The Byrds, Pink Floyd, King Crimson, Genesis, Yes oraz Frankiem Zappą). Za sprawą kolegów brata zapoznał się z muzyką Milesa Davisa, Johna Coltrane’a, Keitha Jarretta i Jana Garbarka.
Uczęszczał do Szkoły Podstawowej nr 35 i nr 66, IX LO oraz V LO w Gdańsku. Ukończył III Liceum Ogólnokształcące w Gdyni. W okresie licealnym zainteresował się punk rockiem i nową falą. W 1986 rozpoczął studia na Uniwersytecie Gdańskim na kierunku anglistyka. W marcu 1988 porzucił studia i poświęcił się muzyce i działalności literackiej. Spędził kilka miesięcy w Finlandii (1987, stypendium) oraz Jugosławii (1989, pobyt u dziewczyny). W 2022 podjął studia reżyserskie w Gdyńskiej Szkole Filmowej.

## Kariera muzyczna
W II klasie rozpoczął prywatne lekcje gry na gitarze. W 1979 założył zespół The Howling Dogs inspirowany Beatlesami i hard rockiem. W 1984 został basistą i wokalistą nowofalowej formacji Sni Sredstvom Za Uklanianie. W pierwszej fazie istnienia muzycy SSZU pozostawali pod silnym wpływem grup Joy Division i The Birthday Party, a także afroamerykańskiego free jazzu lat 60. XX w. oraz twórczości muzyków, takich jak John Coltrane, Ornette Coleman czy Albert Ayler. Na jesieni 1984 trio wzięło udział w konkursie w ramach Mokotowskiej Jesieni Muzycznej, a w lipcu 1985 zagrało na warszawskiej edycji festiwalu „Poza Kontrolą”. W sierpniu 1986 grupa SSZU zarejestrowała 15 utworów w studiu Studenckiej Agencji Radiowej. Jesienią 1987 trio zaczęło akompaniować grupie TotArt podczas jej skandalizujących happeningów. Występy w ramach totartowskich performansów wpłynęły na zmianę muzycznego stylu oraz repertuaru zespołu: nowofalowe kompozycje zastąpiły free rockowe formy i improwizacje. W drugiej fazie działalności na muzyczne inspiracje SSZU wpłynęli Frank Zappa, Captain Beefheart, Pere Ubu oraz Art Bears. W kwietniu 1988 trio zmieniło nazwę na Miłość, w którym zasłynął jako odnowiciel polskiego jazzu, a zarazem twórca yassu. Na początku lat 90. XX w. wraz z grupą poetycką „Zlali Mi Się Do Środka” występował w telewizyjnym kabarecie Dzyndzylyndzy. W kwietniu 1992 z Miłością zajął drugie miejsce na festiwalu Jazz Juniors w Krakowie, a we wrześniu 1992 nagrał materiał na pierwszą płytę w studiu Radia Szczecin.

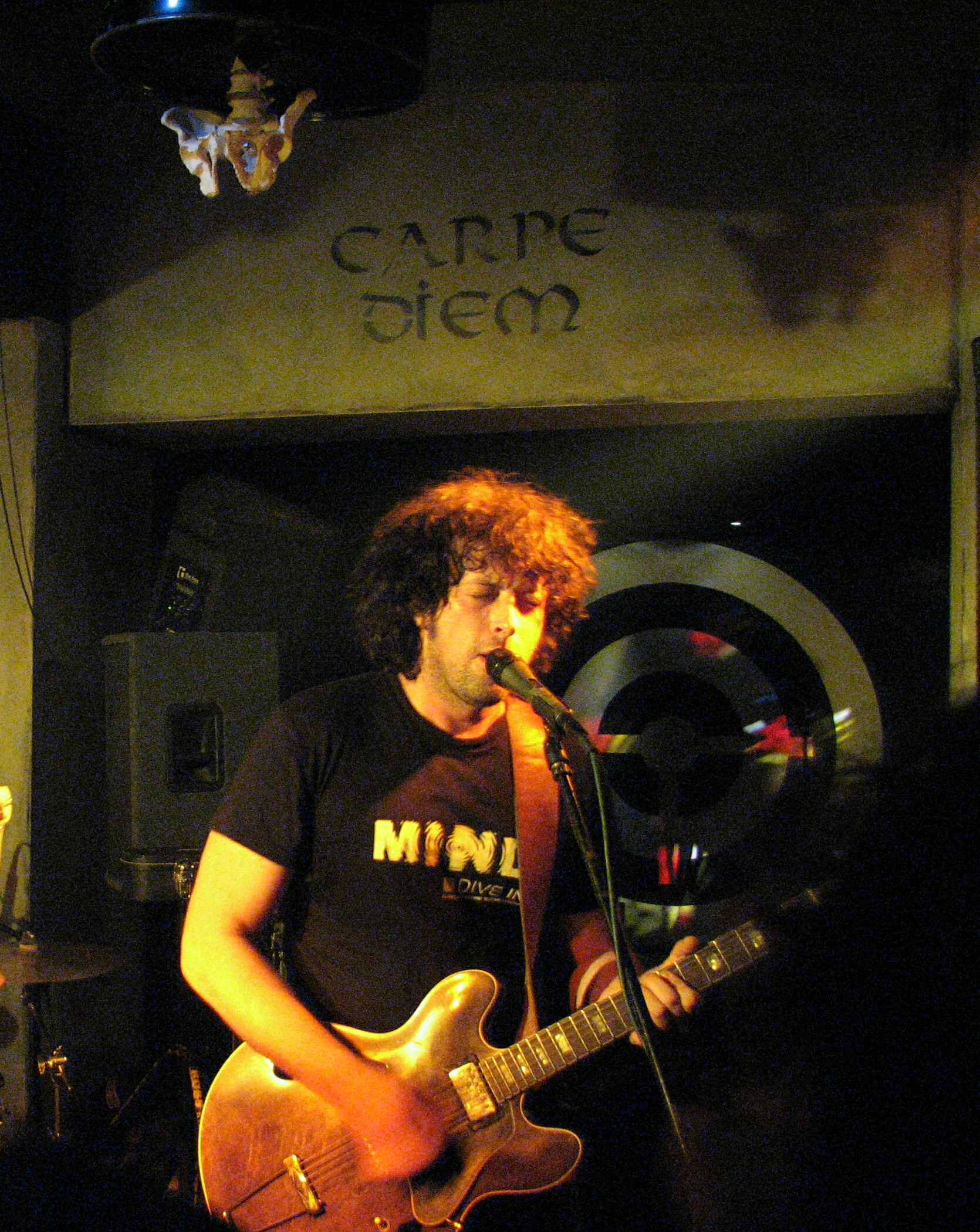
Tymański (2008)

W latach 1986–1991 działał jako muzyk i poeta w performerskiej formacji TotArt. Współpracował wówczas m.in. z poetami: Zbigniewem Sajnogiem, Pawłem „Końjo” Konnakiem, Pawłem „Paulusem” Mazurem i Wojciechem „Lopezem” Stammem. W kwietniu 1992 założył avant-rockową grupę Kury, w której grał na gitarze basowej. Pod koniec 1994 wydał z zespołem album pt. Kablox-Niesłyna Histaria, który nawiązywał do alternatywnego rocka, jazzu i muzyki poważnej. W 1998 zaangażował się wraz z kapelą Kury w kampanię społeczną „Muzyka Przeciwko Rasizmowi” prowadzoną przez Stowarzyszenie „Nigdy Więcej”, a utwór „Kibolski znalazł się na składance „Jedna Rasa - Ludzka Rasa. Muzyka Przeciwko Rasizmowi” (wyd. na CD i kasecie). W 2021 roku album ten ukazał się po raz pierwszy na płycie winylowej. Również w 1998 wydał album pt. P.O.L.O.V.I.R.U.S., który osiągnął sukces komercyjny. W 2001 wydał ostatni album z Kurami pt. 100 lat undergroundu, który był nasycony elementami rapu, hip-hopu, copy'n'paste'u i elektroniki. Po śmierci Jacka Oltera Kury kilkakrotnie wracały do koncertów w składzie z innymi perkusistami, ale nie zdecydowały się na dłuższą kontynuację działalności koncertowej i wydawniczej.
W 1995 powołał do życia yassowo-rockową grupę Trupy, która w 1998 zmieniła nazwę na Czan. Udzielał się także jako członek zespołów Masło, The Users, Dyliżans i Poganie.

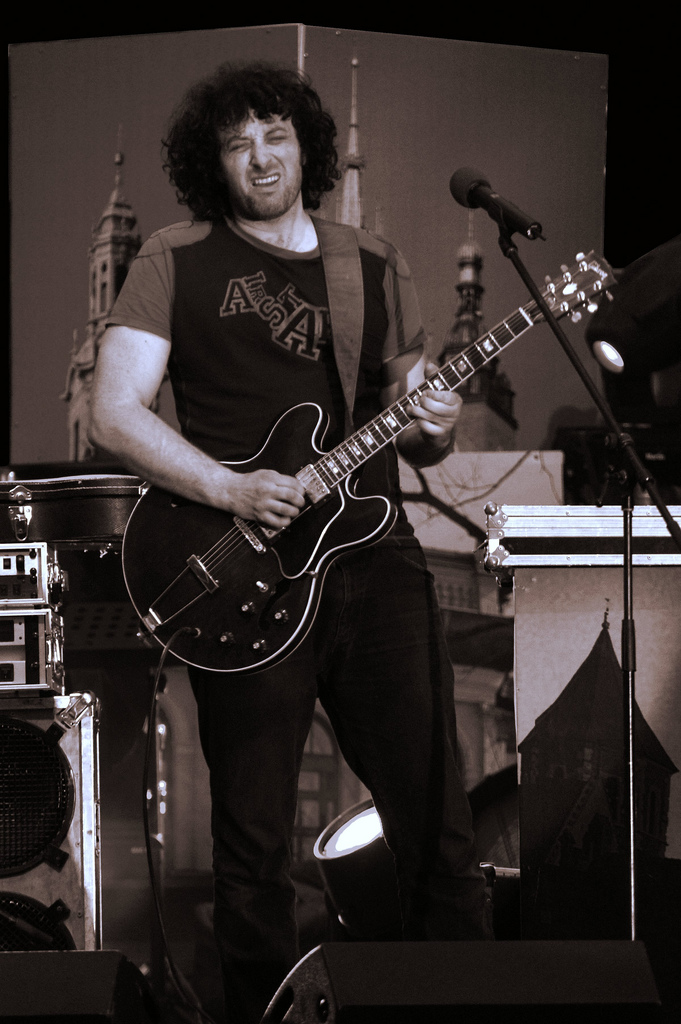
Tymański (2008)

W lipcu 2002 na warsztatach podczas festiwalu Przystanek Olecko stworzył formację Tymon & The Transistors, z którą nagrał ścieżkę dźwiękową do filmu Wojtka Smarzowskiego Wesele. Z zespołem nagrał jeszcze dwie płyty: Don’t Panic! We’re From Poland (2007) i Bigos Heart (2009), za który otrzymał Fryderyka w kategorii płyta alternatywna roku 2009. W marcu 2013 zespół wydał album, który nagrał na żywo w studiu Radia Gdańsk.

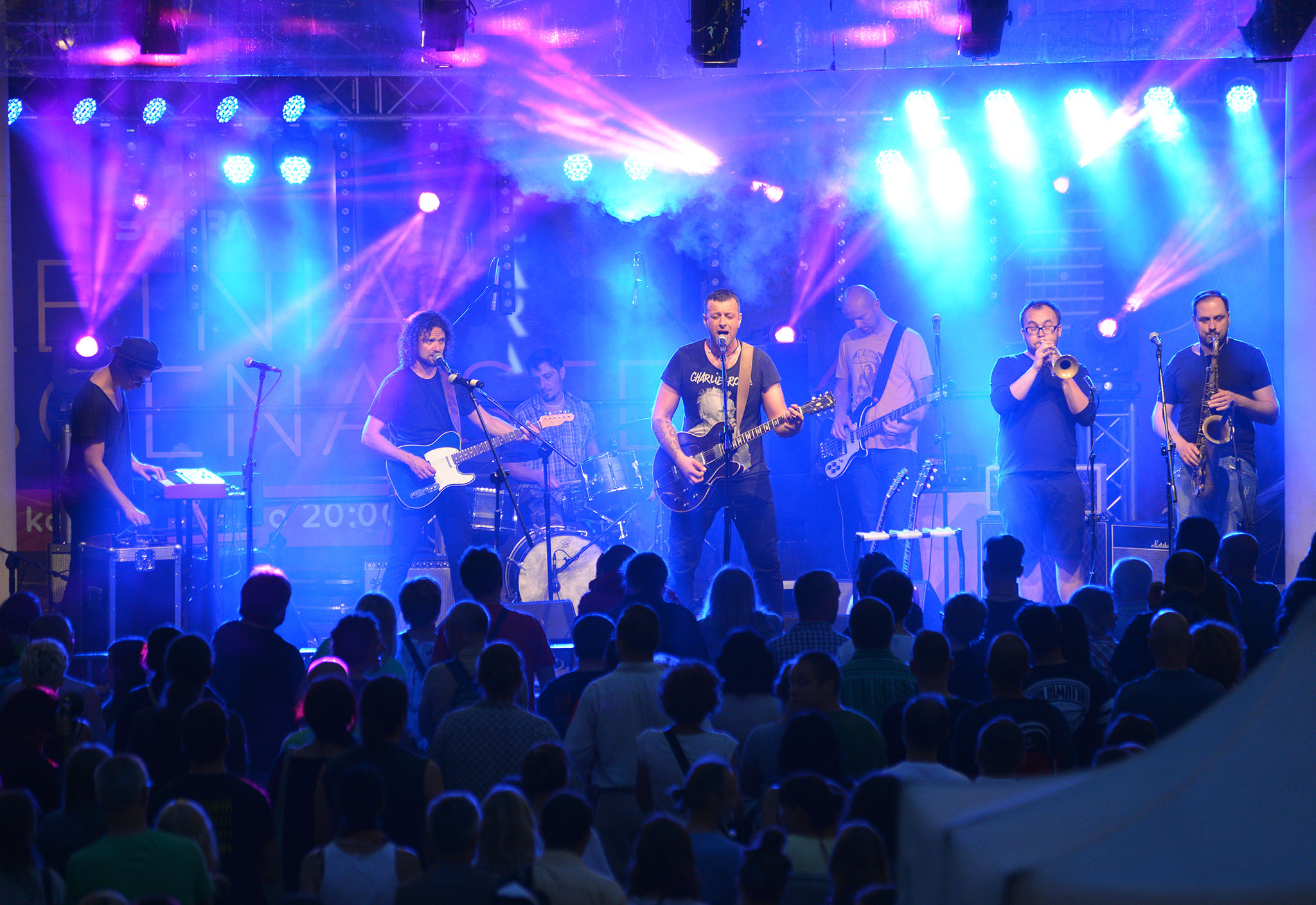
Tymon & The Transistors, 2015

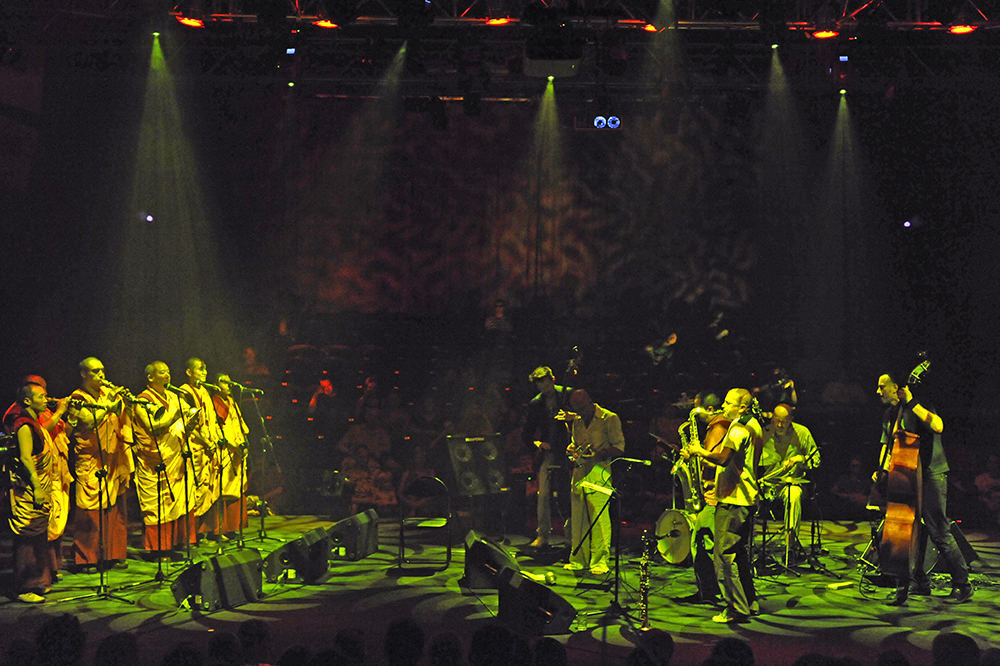
Tymon Tymański Yass w warszawskim OCH-Teatrze wraz z tybetańskimi mnichami z klasztoru Drepung Gomang - Lipiec 2010.

Równolegle prowadzi zespoły alternatywno-rockowe i jazzowe, grając na elektrycznej gitarze lub na kontrabasie. Jednym z nich jest formacja Tymański Yass Ensemble złożona z trzech pokoleń polskiego alternatywnego jazzu. Oprócz tego gra w sekstecie Polish Brass Ensemble, który powstał przy okazji współpracy z Dave’em Douglasem. Był współwłaścicielem trójmiejskiej wytwórni fonograficznej Biodro Records. Wydał m.in. płyty zespołów Miłość, Kury, Ścianka, Pogodno i Kobiety. Wydaje swoje płyty w domowej wytwórni Yass Records, której nakładem ukazały się m.in. reedycje albumów Miłości.
Skomponował muzykę do filmów: Sztos, Przemiany i Wesele (nagroda filmowa Polskie Orły 2005). W samym Weselu zagrał także lidera orkiestry weselnej. Jest także kompozytorem muzyki do filmu animowanego Jak bóg Maior utracił tron (1993) z cyklu „Czternaście bajek z Królestwa Lailonii” Leszka Kołakowskiego. W 2008 wydał solowy album pt. 1983–1986, który nagrał już w sierpniu 1995 z muzykami zespołu SSZU.

### Pozostałe przedsięwzięcia
Autor muzyki do spektakli, m.in. Teatru Wybrzeże w Gdańsku, Teatru Powszechnego w Warszawie, Teatru Muzycznego „Capitol” we Wrocławiu, Teatru im. Aleksandra Sewruka w Elblągu, Teatru im. Juliusza Słowackiego w Krakowie, czy Teatru Telewizji. Okazjonalnie występuje jako aktor teatralny, m.in. w Wejściu smoka. Trailer w Teatrze Łaźnia Nowa w Nowej Hucie oraz w Poobiednich igraszkach w Miejskim Teatrze Miniatura w Gdańsku.
W latach 2006–2009 prowadził program kulturalny Łossskot na TVP1.
W 2007 zaczął pisać scenariusz offowego filmu muzycznego Polskie gówno (2015). W lipcu 2015 za muzykę do tego filmu otrzymał nagrodę na festiwalu „Młodzi i Film” w Koszalinie.
W latach 2012–2016 współprowadził z Piotrem „Kędziorem” Kędzierskim codzienną audycję Ranne Kakao w Rock Radiu. W 2013 ukazała się autobiografia Tymańskiego pt. „AD/HD”, która ukazała się w formie wywiadu przeprowadzonego przez Rafała Księżyka. W 2016 był jurorem w 11. edycji programu Polsatu Must Be the Music. Tylko muzyka, a w 2017 uczestniczył w drugiej edycji reality show TVN Azja Express.
W 2022 został nominowany do Nagrody Literackiej „Nike” za tom wspomnień Sclavus.

## Życie prywatne
W 1992 wziął ślub kościelny z Anną Lasocką – rzeźbiarką, basistką i wokalistką grupy Kobiety. W 1995 rozwiedli się. W 1995 związał się z Martą Handschke, z którą w 1998 wziął ślub. W 2001 rozwiedli się. Od 2001 do 2008 jego partnerką życiową była Sara Brylewska. W latach 2013–2019 jego żoną była Maria Bros. Od 2020 związany z Anetą Kozłowską.
Ma trzech synów: Lucasa Hellmanna (ur. 1991, ze związku ze Szwajcarką Simone Hellmann), Kosmę Tymańskiego (ur. 1998, z Martą Handschke) i Teo (ur. 2013) oraz córkę Lunę (ur. 2015; dwójka ostatnich z Marią Bros).
W latach 1991–1995 mieszkał w Sopocie. Następnie w różnych miejscach, raczej w Gdańsku. W 2006 kupił własne mieszkanie w Gdańsku na osiedlu Wrzeszcz. Przez 10 lat mieszkał także w Warszawie.
W 2020 określił się jako osoba biseksualna. Deklaruje się jako buddysta zen.
Trenuje karate shōtōkan oraz tai chi. W młodości uprawiał także tenis stołowy i judo.

## Dyskografia
| Zobacz więcej w artykule Czan (zespół muzyczny) , w sekcji Dyskografia . Zobacz więcej w artykule Miłość (zespół muzyczny) , w sekcji Dyskografia . Zobacz więcej w artykule NRD (zespół muzyczny) , w sekcji Dyskografia . Zobacz więcej w artykule Kury (zespół muzyczny) , w sekcji Dyskografia . |  | Zobacz więcej w artykule Tymon & The Transistors , w sekcji Dyskografia . Zobacz więcej w artykule Trupy , w sekcji Dyskografia . Zobacz więcej w artykule The Users , w sekcji Dyskografia . Zobacz więcej w artykule Tymański Yass Ensemble , w sekcji Dyskografia . |

| Album                                           | Rok  | Uwagi                                                               | Źródło |
| ----------------------------------------------- | ---- | ------------------------------------------------------------------- | ------ |
| 3 Metry – Jedli z dołków, pili z dziórek        | 1997 | gościnnie                                                           | [ 45 ] |
| Lipali – Li-pa-li                               | 2000 | gitara                                                              | [ 46 ] |
| Łowżył, Tymański, Klebba, Chandran – Ni Sa Ni   | 2000 | kontrabas, aranżacje, kalimba                                       | [ 47 ] |
| Tymon Tymański & The Waiters – Theatricon Plixx | 2001 | muzyka, słowa, produkcja, wokal, kontrabas                          | [ 48 ] |
| Yugoton – Yugoton                               | 2001 | wykonanie utworu „Dziewczęta w letnich sukienkach”                  | [ 49 ] |
| Stasio – Nie pożyczaj                           | 2003 | wokal w utworze „Posłuchaj”                                         | [ 50 ] |
| Marek Gałązka – Tu stacja sopot                 | 2006 | produkcja, gitara, instrumenty perkusyjne, puzon, realizacja nagrań | [ 51 ] |
| Sni Sredstvom Za Uklanianie – 1983–1986         | 2008 | gitara basowa, gitara, muzyka, słowa, wokal                         | [ 52 ] |
| Irek Wojtczak – Direct Memory Access            | 2011 | gitara basowa, kontrabas                                            | [ 53 ] |
| Kobiety – Mutanty                               | 2011 | banjo, mandolina                                                    | [ 54 ] |

## Filmografia
| Rok  | Tytuł                                         | Rola                                                                                          | Reżyser                         |
| ---- | --------------------------------------------- | --------------------------------------------------------------------------------------------- | ------------------------------- |
| 2002 | Segment ’76 (film fabularny)                  | Rysiek                                                                                        | Oskar Kaszyński                 |
| 2004 | Wesele (film fabularny)                       | Tymon, szef orkiestry weselnej (także wykonanie muzyki)                                       | Wojciech Smarzowski             |
| 2005 | Femme fatale (etiuda – film animowany)        | b.d.                                                                                          | Daria Kopiec                    |
| 2008 | Historia polskiego rocka (film dokumentalny)  | w roli samego siebie                                                                          | Leszek Gnoiński, Wojciech Słota |
| 2009 | Jothabelsi (film dokumentalny fabularyzowany) | narrator                                                                                      | Elvin Flamingo                  |
| 2011 | Notoryczni debiutanci (etiuda)                | ksiądz Jacek                                                                                  | Justyna Nowak                   |
| 2012 | Miłość (film dokumentalny)                    | w roli samego siebie (koproducent)                                                            | Filip Dzierżawski               |
| 2014 | Polskie gówno (film fabularny)                | Jerzy Bydgoszcz, lider „Tranzystorów” (także scenarzysta, producent wykonawczy, autor muzyki) | Grzegorz Jankowski              |
| 2016 | Po prostu przyjaźń (film fabularny)           | tatuażysta „Dziubek”                                                                          | Filip Zylber                    |

## Publikacje książkowe
- Chłopi III, Warszawa : Wydawnictwo Do, 2001, ISBN 83-85586-08-3 (wspólnie ze Zbigniewem Sajnogiem).
- AD/HD: autobiografia, Kraków: Wydawnictwo Literackie, 2013; (wspólnie z Rafałem Księżykiem), ISBN 978-83-08-05258-7.
- Sclavus, Gdańsk : Wydawnictwo Części Proste, 2021, ISBN 978-83-951535-6-3.

## Nagrody i nominacje
Dotyczy nagród indywidualnych.
| Rok  | Nagroda                                                | Kategoria                                          | Tytuł   | Rezultat  |
| ---- | ------------------------------------------------------ | -------------------------------------------------- | ------- | --------- |
| 1998 | Fryderyk                                               | Autor roku                                         | –       | Nominacja |
| 1998 | Fryderyk                                               | Kompozytor roku                                    | –       | Nominacja |
| 2005 | Złota Kaczka                                           | Autor najlepszej muzyki filmowej                   | Wesele  | Wygrana   |
| 2005 | Orzeł                                                  | Najlepsza muzyka roku 2004                         | Wesele  | Wygrana   |
| 2010 | Fryderyk                                               | Wokalista roku                                     | –       | Nominacja |
| 2010 | Nagroda Prezydenta Miasta Gdańska w Dziedzinie Kultury | z okazji jubileuszu 25-lecia aktywności scenicznej | –       | Wygrana   |
| 2016 | Nagroda Prezydenta Miasta Gdańska w Dziedzinie Kultury | z okazji jubileuszu 30-lecia Formacji TOTART       | –       | Wygrana   |
| 2021 | Nagroda Prezydenta Miasta Gdańska w Dziedzinie Kultury | z okazji 35-lecia Tranzytoryjnej Formacji TOTART   | –       | Wygrana   |
| 2022 | Nagroda Literacka „Nike”                               | książka roku                                       | Sclavus | Nominacja |